# 유현초등학교 금대분교
유현초등학교 금대분교는 대한민국 강원특별자치도 횡성군 서원면 금대리 204-10에 있었던 공립 초등학교이다.

## 연혁
- 1946. 11. 13 금대국민학교 설립인가
- 1983. 3. 1 유현국민학교 금대분교장으로 격하
- 1996. 3. 1 유현초등학교 금대분교로 개칭
- 2002. 3. 1 폐교